# جوها كانكونن
جوها كانكونن (بالفنلندية: Juha Kankkunen) مواليد 2 أبريل 1959، هو سائق راليات فنلندي بدأ مسيرته في سنة 1979. كان أول رالي له هو رالي فنلندا 1979. شارك وفاز ببطولة العالم للراليات. فاز برالي داكار. فاز بـ 23 سباق رالي. صعد على المنصة 75 مرة خلال مسيرته.

## سجل الفوز
- رالي سفاري 1985
- رالي فنلندا 1999

## فرق مثلها
- لانشيا
- فريق فورد للراليات
- فريق سوبارو للراليات

## روابط خارجية
- جوها كانكونن على موقع Rallye-info.com (الإنجليزية)
- جوها كانكونن على موقع eWRC-results.com (الإنجليزية)